# 303高地の虐殺
303高地の虐殺（さんびゃくさんこうちのぎゃくさつ、朝鮮語: 303고지 학살 / 三百三高地虐殺、英語: Hill 303 massacre）とは、朝鮮戦争初期の1950年8月17日に、韓国慶尚北道漆谷郡倭館邑（倭館（ウェグァン）ゆう）の丘（303高地）で行われた戦争犯罪事件である。釜山橋頭堡の戦いの作戦行動中に朝鮮人民軍（北朝鮮軍）に捕らえられたアメリカ陸軍の捕虜41人が、2日後に、北朝鮮軍の兵士によって機関銃で銃殺された。
大邱の戦いにおいて大邱近郊に展開していたアメリカ第1騎兵師団第5騎兵連隊第2大隊は、倭館北側の303高地において、洛東江を渡河してきた北朝鮮の軍勢に包囲された。アメリカ軍同大隊の大部分の兵士は、包囲網から脱出できたが、北朝鮮軍を韓国軍の加勢と誤認した迫撃砲小隊のひとつが、捕えられた。北朝鮮軍は、丘の上でアメリカ兵たちを捕虜とした後、当初は捕虜たちを洛東江の対岸に渡して戦闘地域から連れ去ろうとしたが、強力な反撃の中で実行に移せなかった。やがてアメリカ軍が北朝鮮軍の前進を押し返した。北朝鮮軍は撤退を開始するにあたり、捕虜の連行によって撤退が遅れないよう、下士官のひとりが捕虜の銃殺を命令した。
この虐殺事件には、紛争当事者の双方から反応があった。アメリカ軍の司令官たちは、ラジオ放送や空中散布したリーフレットで、北朝鮮軍の司令官たちにこの残虐行為の責任があると非難した。北朝鮮軍の司令官たちは自軍の兵士による捕虜の取り扱いを憂慮し、敵軍捕虜の扱いについて、より厳格な基準を設けた。後に、303高地には、近くのキャンプ・キャロルのアメリカ軍によって、虐殺の犠牲者の栄誉を讃える記念碑が設置された。

## 背景

### 朝鮮戦争勃発
1950年6月25日、朝鮮民主主義人民共和国（北朝鮮）による大韓民国（韓国）への侵攻により朝鮮戦争が勃発すると、国連は韓国側に立って紛争に介入することを決定した。国連の一員であるアメリカ合衆国は、北朝鮮の侵略を押し返し韓国の崩壊を防ぐため、地上部隊を朝鮮半島に派遣することになった。
最初に派遣された第24歩兵師団は、圧倒的に優勢だった北朝鮮軍の侵攻の第一波を食い止め、援軍が到着するまで時間を稼ぐ遅滞戦闘を命じられていた。つまり、同師団は孤立無援状態で北朝鮮軍の前進を数週間遅滞させ、第1騎兵師団、第7および第25歩兵師団、その他の第8軍の諸部隊が展開する時間を稼ぐことになっていた。しかし、第24師団の先頭に立っていたスミス支隊（Task Force Smith）は、アメリカ軍と北朝鮮軍の最初の直接戦闘となった7月5日の烏山の戦いで大敗北を喫した。この敗北以降、ひと月にわたって第24師団は兵員も装備も優勢な北朝鮮軍の前に敗北を重ね、南へ後退した。師団を構成する各連隊は、鳥致院、天安、平沢における一連の戦闘で、組織的な後退戦を継続した。第24師団は、大田の戦いでの最後の奮戦の後に壊滅したが、7月20日までは北朝鮮軍の前進を遅延させた。この時点までに、第8軍は、侵攻して来た北朝鮮軍とほぼ互角の戦闘部隊が揃い、国連軍部隊も連日新たに到着し、第8軍へ加わるようになっていた。
大田を陥落させた北朝鮮軍は釜山の全面包囲を試みはじめた。戦車と兵員数で優位に立つ北朝鮮側に対し、アメリカ軍と韓国軍は敗北を重ね、更に南へと退却を余儀なくされた。

## 大邱における釜山橋頭堡の戦い

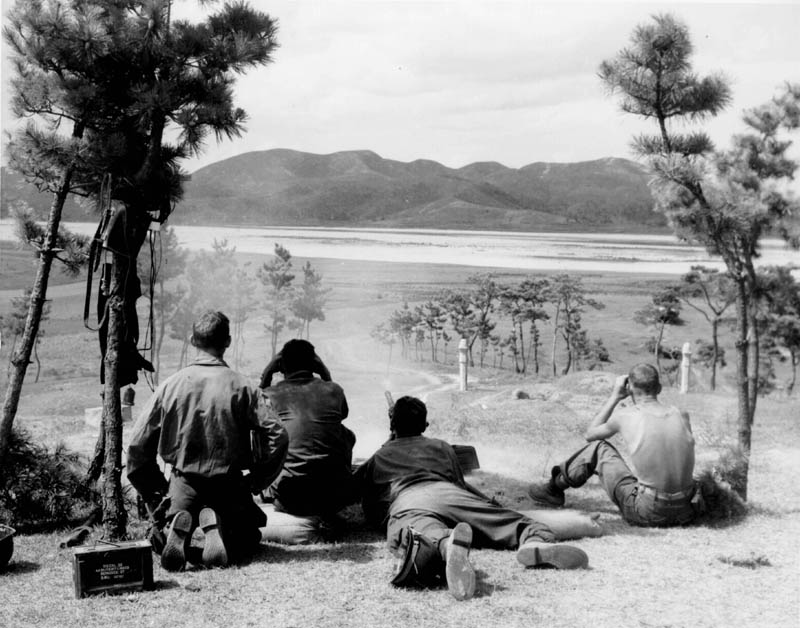
大邱の戦いで、洛東江の北岸に現れた北朝鮮軍を南岸から銃撃するアメリカ第1騎兵師団の重機関銃チーム

アメリカ第8軍司令官ウォルトン・ウォーカー中将は、釜山橋頭堡の中央部、洛東江の河谷の入口にあたる大邱に司令部を構えていた。北朝鮮軍は、この地域に進出できさえすれば、多数の部隊を展開して相互に支援しながら前進することが可能となる。市街地の南側に洛東江、北側に山地のある大邱は天然の要害であり、国連側の支配地域に残っていた韓国の領土では釜山に次ぐ大都市であり、交通の要衝になっていた。大邱では、南から北へ、アメリカ第1騎兵師団、韓国第2軍の第1・第6歩兵師団が布陣していた。ホバート・R・ゲイ少将が指揮するアメリカ第1騎兵師団は、南側の洛東江に沿って線状に展開しており、第5、第8騎兵連隊が川沿いに24 kmにわたって陣を構え、第7騎兵連隊が予備部隊として待機し、敵軍の渡河がどこで行われても対応できるように砲兵隊も配置されていた。
大邱で国連軍に対峙した北朝鮮軍は、南から北へ、第10・第3・第15・第13・第1師団が布陣しており、得成洞から倭館近辺を経て軍威に至る前線を確保していた。北朝鮮軍は、尚州から大邱に入る洛東江河谷の回廊部を、更に南進するための主要な経路とすることを計画していた。北朝鮮軍は第105戦車師団の一部が攻撃を支援していた。
8月5日以降の北朝鮮軍の各師団は、国連軍が陣取る対岸へ渡河攻撃を何度も試み、大邱を陥れて国連軍の最終防衛線を崩壊させようとした。訓練と支援が十分であったアメリカ軍は北朝鮮軍の攻勢を押し返すことができたが、韓国軍は苦戦を強いられた。この頃から、北朝鮮軍と国連軍の双方について、それぞれ戦争犯罪が行われているという断片的な報告や噂が表面化するようになった。

### 303高地
303高地は、最高地点の標高が303メートルの北東-南西の方向に細長く伸びた楕円状の丘で、倭館に最も近い北方の丘陵であり、南側の斜面は市街地の縁まで続いていた。303高地からは、倭館の市街地、市街地に通じる道路網、鉄道、この時点で残されていた道路橋、さらに南北に伸びる河谷を一望に収めることができた。丘の西斜面は洛東江の東岸まで続いていた。倭館からは、洛東江の東岸に沿って南北に道路が走っており、北東には多富洞に至る山間部を通る道があり、さらに南東には大邱に至る道が伸びていた。303高地は、倭館の市街地自体もさることながら、洛東江を渡る鉄道京釜線や道路を掌握するためには重要な場所であった。

## 虐殺事件
虐殺の状況については、この事件を生き残った4人のアメリカ兵の証言に基づく概要しか判明していない。また、後にアメリカ軍により捕虜とされた北朝鮮軍兵士の中から、事件を生き残ったアメリカ兵士の証言により、虐殺に参加したと考えられる3人の北朝鮮軍兵士が同定されたが、この3人による事件説明もそれぞれ矛盾を含んでいた。

### 北朝鮮軍の前進
アメリカ第1騎兵師団で一番北に布陣していたのは、第5騎兵連隊のG中隊だった。この部隊は303高地に陣取り、第8軍の最右翼に位置していた。その北には、韓国第1師団が布陣し、その先には韓国軍部隊が線状に展開していた。

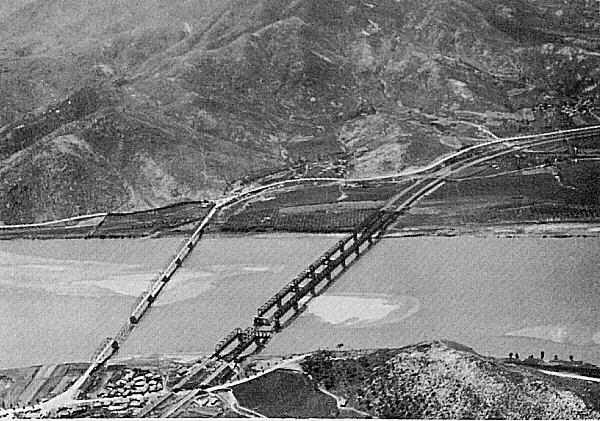
洛東江を渡る倭館橋。303高地は画面右下に見える。

何日もの間、国連軍の諜報筋は、北朝鮮軍が、韓国軍第1師団と対峙する形で、洛東江の対岸に大兵力を集中させていることを報じていた。8月14日未明、北朝鮮軍の一連隊が、水中の仮設橋を用いて倭館の10キロメートル北方で渡河し、韓国第1師団の前方に出た。アメリカ軍と韓国軍の境界線のすぐ北側の高地に陣取っていた韓国軍は、まだ深夜のうちに、この渡河部隊からの攻撃を受けた。夜が明けた後、水中の橋は空爆によって部分的に破壊された。渡河した北朝鮮軍は、南方へ展開し、正午には、北朝鮮軍の小火器による銃撃が、303高地の第5騎兵連隊G中隊にも浴びせられるようになった。それまでに渡河した北朝鮮軍部隊が、東方へ進み山間部へ進もうとしていたのに対し、この渡河部隊は南の倭館へ向かっていた。
8月15日午前3時30分、303高地のG中隊は、50人ほどの北朝鮮軍歩兵が、2輌のT-34戦車に支援され、丘の麓の河岸道路を南へ進んでいるのを確認した。また、その後方に別の部隊が続いているのも確認されたが、こちらは直ぐにF中隊と小火器での交戦状態になった。敵軍に包囲されることを避けるため、F中隊は南へ退却したが、G中隊は退却しなかった。午前8時30分には、303高地にいたG中隊とそれを支援していたH中隊の迫撃砲小隊は、北朝鮮軍によって完全に包囲されていた。この時点で303高地のアメリカ軍は、他のアメリカ軍部隊から切り離され、孤立していた。第5騎兵連隊B中隊と戦車小隊から成る予備部隊は、G中隊の救出を図ったが、303高地を包囲している北朝鮮軍の包囲を突破できなかった。

### アメリカ軍迫撃砲小隊の投降
生存者の証言によれば、H中隊の迫撃砲小隊は、8月15日の夜明け前に303高地付近で敵軍が活動していることに気づいた。小隊長はG中隊に電話連絡をしたが、その際、60人の韓国軍部隊が迫撃砲小隊の支援に向かっていると知らされた。朝になり、迫撃砲小隊は、北朝鮮軍のT34戦車2輌と200人以上の兵士が丘の麓の道路を進んでいくのを目撃した。その後、間もなく、丘の斜面に朝鮮人の一団が現れた。斜面を登って来た朝鮮人たちに見張りの兵が声をかけると、機関銃による応射があった。ところが、迫撃砲小隊長は、朝鮮人たちを友軍だと思い込んでしまう。アメリカ兵たちが、やって来たのが敵軍であると認識したのは、北朝鮮兵たちが接近して軍帽の赤い星が見えるようになってからだった。このとき北朝鮮兵たちは、既にアメリカ兵たちのごく近くにまで達していた。北朝鮮兵たちは、双方のいずれもが発砲しないまま、アメリカ軍のタコツボの目の前まで到達した。迫撃砲小隊を率いていた中尉は、兵員数でも火力でも優勢な敵の出現に、戦わずに降伏することを命じた。北朝鮮軍は31人の迫撃砲小隊全員を直ちに捕虜にした。一説には、42人が捕虜になったとも言われている。
アメリカ兵たちを捕虜にしたのは、北朝鮮第105戦車師団206機械化歩兵連隊第2大隊第4中隊であった。北朝鮮軍は武器と貴重品を奪った上で、捕虜のアメリカ兵たちを丘の麓へ移動させた。北朝鮮軍は、果樹園で捕虜から衣服の一部と靴を奪い、後ろ手に縛り付けた。北朝鮮軍は、おとなしくしていれば、ソウルの捕虜収容所に送られることになるだろうと捕虜たちに告げた。

### 拘束

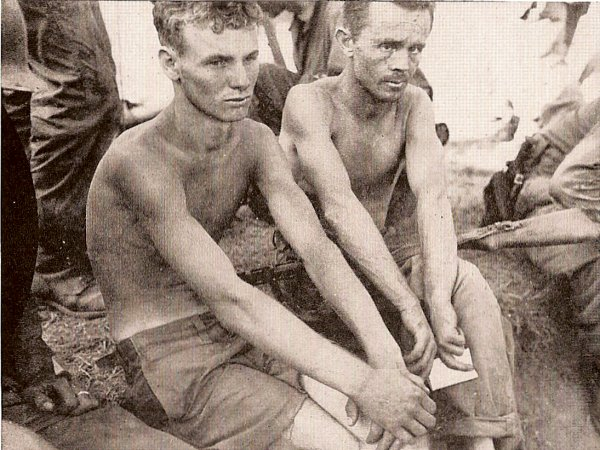
アメリカ軍により救出された虐殺の生存者2人

捕虜たちは、その後2日間にわたって捕らえられていたが、最初に彼らを捕らえた部隊はその場には留まらなかった。捕虜になった後に監視をしていたのは、北朝鮮第3師団の一部の部隊であったとする証拠がある。捕虜となって最初の夜に、北朝鮮軍はアメリカ軍捕虜に水と果物と煙草を与えた。生存者の証言では、3日間の拘束の間に、北朝鮮軍が捕虜に与えた水と食料はこれだけであった。捕虜たちは、水を得るために砂を掘った。北朝鮮軍はその夜のうちに、捕虜を洛東江の対岸に渡そうとしていたが、アメリカ軍の射撃があり安全に移動することはできなかった。2日目の夜に捕虜たちは自らの拘束を解き、わずかの間、反抗の兆しが見られた。これに対して北朝鮮軍の兵士たちは、捕虜たちに対して射つぞと警告していたが、生存者の証言によると、ひとりの北朝鮮軍士官は自軍の兵士を撃って威嚇したという。北朝鮮軍は、日中は捕虜を隠し、夜になってから移動させようとしたが、アメリカ軍からの攻撃によって実行は難しくなっていた。
2日目の8月16日に、捕虜たちは監視の北朝鮮軍とともに移動した。迫撃砲部隊のロイ・L・デイ・ジュニア伍長(Cpl. Roy L. Day, Jr.)は、日本語を話せたので、北朝鮮軍の兵士と会話をすることができた。デイ伍長はその日の午後、アメリカ軍が接近して来たら捕虜を殺すことになる、と北朝鮮軍の中尉が話しているのを耳にした。その日遅く、アメリカ軍は303高地の奪取を目指して攻撃を始めた。B中隊と数輌の戦車が、この時点で700人ほどの敵兵力がいると目された丘の奪回に、再び挑んだ。第61野砲大隊および第82野砲大隊の一部が、日中、丘への射撃を行った。その夜、G中隊は303高地からの脱出に成功した。一方、捕虜たちのうち5人が、監視兵によって連れ去られたが、残りの捕虜たちには5人がどうなったのかは分からなかった。
8月17日未明、第5騎兵連隊の第1、第2大隊からの部隊が、第70戦車大隊A中隊（M26パーシング装備）の支援を受け、303高地を攻撃したが、北朝鮮軍からの迫撃砲による激しい反撃によって、倭館市街地の縁で足止めにされた。この17日の朝には、捕虜の監視兵たちも、捕虜を奪回しようとするアメリカ軍と銃火を交えていた。正午ころ、捕虜を確保していた北朝鮮軍の部隊は、丘の谷間のガリに捕虜を移し、50人ほどを監視兵として残した。その後、数人の新たなアメリカ兵の捕虜が連れてこられ、丘に捕らえられたアメリカ軍捕虜の数は45人になった。ただし、生存者のひとりは、捕虜の総数は67人だったはずで、この時点での人数との差分は、15日か16日に処刑されたものと推測している。

### 処刑
8月17日午後2時には、303高地に対して、ナパーム弾、爆弾、ロケット弾、機関砲を用いた国連軍の空襲が敢行された。この時点で北朝鮮軍士官のひとりは、アメリカ軍が接近しているので、捕虜を確保し続けられなくなると言った。この士官は部下に捕虜の射殺を命じ、北朝鮮兵たちは、ガリの中で動かずに、しゃがみ込んでいたアメリカ兵捕虜たちを射撃した。後に捕らえられた北朝鮮軍の兵士によれば、50人の監視兵の全員か大部分がこれに加わったとされるが、生存者の証言によると、下士官に指揮された14人の監視兵が、捕虜たちをPPSh-41短機関銃で射撃したという。北朝鮮軍の全員がその場を立ち去る前に、数人の北朝鮮軍兵士は現場の谷に立ち戻り、最初の銃撃から生きのびた者たちにさらに射撃を加えた 。わずか4人、ないし5人だけが、死体の下に身を隠して生き延びた。結局、この谷間で、41人のアメリカ軍捕虜が殺された。その過半を占める26人は、迫撃砲小隊の所属であったが、他所で捕らえられた捕虜も含まれていた。

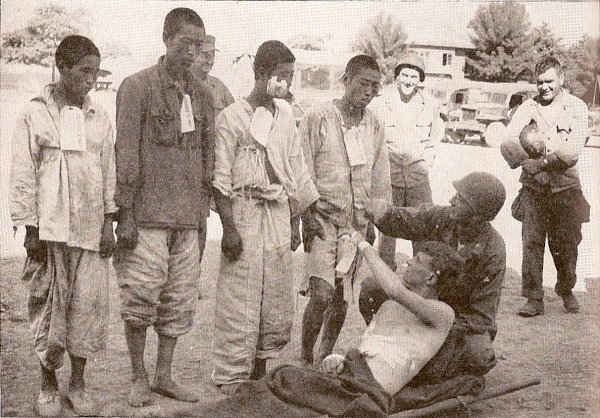
北朝鮮軍捕虜の中から、虐殺の実行者を指差す虐殺の生存者

アメリカ軍の空襲と砲撃は、北朝鮮軍を丘から撤退させることに成功した。午後3時30分の空襲の後、303高地の頂上部を攻撃した歩兵は反撃を受けないまま、午後4時30分には頂上部を確保した。頂上部に達したE中隊とF中隊の兵士は60人ほどであった。砲撃と空襲によって、303高地ではおよそ500人の北朝鮮軍兵が死傷し、生き延びた者は混乱のうちに敗走した。虐殺の生存者のうち2人は斜面を下り、攻め上る友軍のもとに向かったが、誰であるかが分からない状態で銃撃されたものの、被弾は免れた。第5騎兵連隊は後ろ手に縛られたまま、機関銃の銃創を受けた捕虜たちの死体を発見した。

## 事件後

### アメリカの反応
303高地の事件を受けて、国連軍総司令官ダグラス・マッカーサー元帥は、8月20日に北朝鮮軍向けの放送で、この蛮行を非難した。アメリカ空軍は北朝鮮側の支配地域に、北朝鮮軍の指揮官たちに宛てた大量のリーフレットを散布した。マッカーサーは、この事件についても、他の戦争犯罪についても、責任ある北朝鮮軍の上級将官を捕らえる、と警告した。
303高地の事件は、アメリカ軍が北朝鮮軍兵士に対して行った一連の戦争犯罪の告発の最初の事案の一つに過ぎなかった。1953年の遅い時期に、ジョセフ・マッカーシーが委員長であった上院国土安全保障・政府問題委員会(en)は、朝鮮戦争中に行われたとされる戦争犯罪事件の調査を1,800件取り扱った。303高地の事件は、最初に調査が始められた事件のひとつだった。事件の生存者が委員会での証言に召喚され、アメリカ政府は北朝鮮軍がジュネーヴ条約の規定を犯したと結論付け、その行為を糾弾した。

### 北朝鮮の反応
朝鮮戦争の初期段階において、北朝鮮軍上層部が捕虜の射殺を命じていたという証拠はない、という点では歴史家たちの見解は一致している。303高地の虐殺や同様の蛮行は、「統制が利かなくなった小部隊、復讐心を持った個人によって、あるいは、捕虜を捕らえている側が、不利な、徐々に絶望的になってゆく状況に陥ったために」引き起こされたものであると考えられている。 軍事歴史家T・R・フェーレンバックは、この事件の分析の中で、「この事件を引き起こした北朝鮮軍の部隊は、第二次世界大戦まで大日本帝国の抑圧的な軍部に何十年も支配されていたために、捕虜の拷問や処刑に慣れっこになっていたのではないか」と述べている。
1950年7月28日、北朝鮮軍第3師団長の李永鎬少将は、北朝鮮軍前線総司令官金策と、前線総司令部司令官崔庸健が署名した、捕虜の殺害を「厳禁」とする、捕虜取り扱いに関する命令を発信した。李少将は、各部隊の文化部（政治将校に相当）に対して、この規則を部隊に周知させるよう命令した。
事件後にアメリカ軍が入手した北朝鮮軍の文書により、北朝鮮軍の指導部が、一部の自軍兵士の行為を認識しており、懸念もしていたことが明らかになった。8月16日付で北朝鮮第2師団の文化部が出した命令書は、「わが軍の一部には、降伏して来た敵兵をいまだに殺害している。しかるに、捕らえた捕虜をしかるべく処遇することを兵士に教える責務は、各部隊の政治部にある。」等と記述していた。

### 記念碑

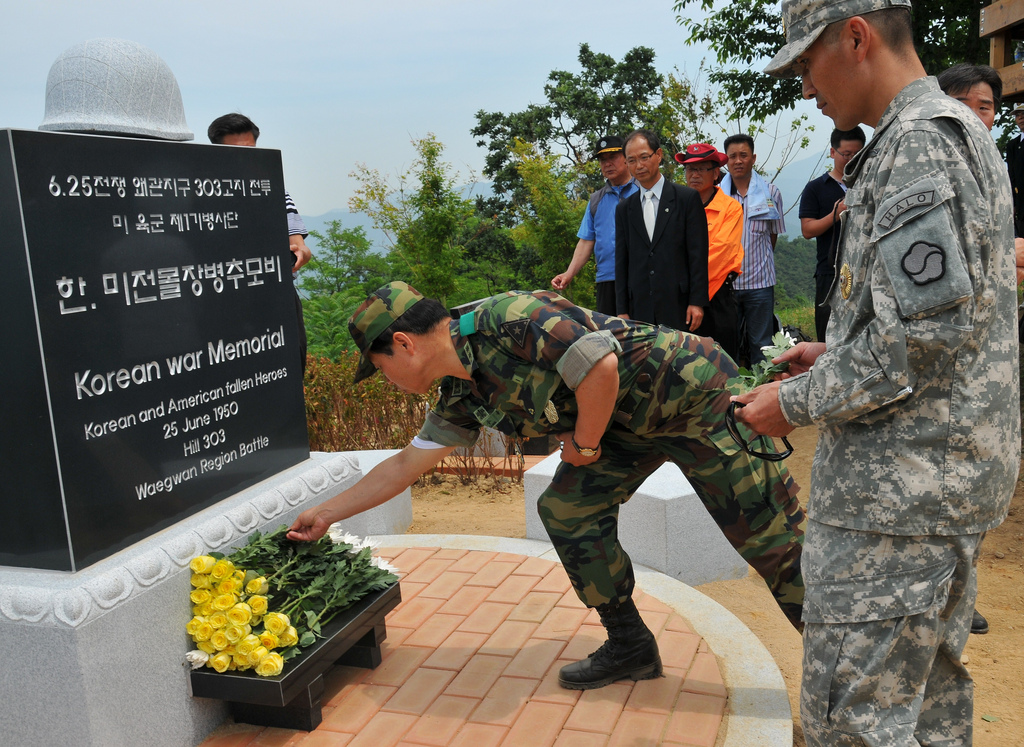
303高地に建てられた記念碑に花を手向ける韓国軍士官

この事件は、すぐさまアメリカメディアの注目を引き、生存者の証言は大々的に報道され、『タイム』誌や『ライフ』誌といった代表的雑誌にも大きく取り上げられた。朝鮮戦争後、アメリカ軍は恒久的な駐屯地キャンプ・キャロルを倭館に設置した。キャンプ・キャロル駐屯地では、犠牲となった兵士たちの記念碑を303高地に建てるため、資金集めが行われた。倭館周辺の韓国軍関係者や民間人たちも、この記念碑に資金を提供した。最初の記念碑は、2003年8月17日に丘の上に設置された。2009年には、第501作戦支援旅団の兵士たちが二つ目の、より大きな記念碑を建てるための資金集めをはじめた。韓国の退役軍人や政治家、地域住民の支援を受けて、事件の60周年記念事業に間に合うよう、2010年5月26日に、アメリカ陸軍CH-47チヌークヘリコプターで、第2の記念碑が丘の頂上に運ばれた。303高地で死んだ犠牲者を記念し、丘の上では、毎年、追悼式典が行われている。キャンプ・キャロルに駐屯するアメリカ軍部隊は、この追悼式典の一環として丘に登り、記念碑に花を捧げている。